# أغسطس 2009
أغسطس 2009 هو الشهر الثامن من عام 2009. بدأ الشهر يوم السبت، وانتهى يوم الاثنين بعد 31 يومًا.

## بوابة:أحداث جارية
| \| 1 أغسطس 2009 (السبت) \| عدل \| تاريخ \| راقب \| تصفح \| |     |       |      |      |
| - منظمة المؤتمر الإسلامي وأمينها العام أكمل الدين أوغلو يدينان الهجمات ضد المساجد والمصلين في العراق - إيران تحتجز ثلاثة أمريكيين على مقربة من الحدود العراقية - بدأ محاكمة مئة شخص أمام محكمة ثورية من الذين شاركوا في التظاهرات المناوئه لإعادة انتخاب الرئيس الإيراني محمود أحمدي نجاد (بي بي سي) - وزير الخارجية السعودي الأمير سعود الفيصل يعلن رفض بلاده طلب الولايات المتحدة بتحسين العلاقة مع إسرائيل بهدف إعادة الحياة لمفاوضات السلام في الشرق الأوسط (بي بي سي) - وزارة الداخلية في الحكومة الفلسطينية المقالة تعلن نيتها اعتقال ومحاكمة كل عضو من حركة فتح تسلل إلى خارج قطاع غزة بالتعاون مع الجيش الإسرائيلي لحضور مؤتمر الحركة المقل (بي بي سي) - وزارة الداخلية العراقية تكشف عن تورط ضباط في الجيش العراقي بسرقة ثمانية مليارات ونصف مليار دينار من مصرف في بغداد وقتل ثمانية حراس فجر الثلاثاء الماضي (بي بي سي) - وفاة رئيسة الفلبين السابقة كورازون أكينو (في الصورة) (رويترز) |     |       |      |      |
| 1 أغسطس 2009 (السبت) | عدل | تاريخ | راقب | تصفح |

| 1 أغسطس 2009 (السبت) | عدل | تاريخ | راقب | تصفح |

| \| 2 أغسطس 2009 (الأحد) \| عدل \| تاريخ \| راقب \| تصفح \| |     |       |      |      |
| - رئيس الوزراء العراقي نوري المالكي يزور كردستان العراق ويتفق مع قادته على اعتماد الحوار سبيلاً لحل المشاكل العالقة بين الطرفين (العربية) - الرئيس الإيراني الأسبق محمد خاتمي والمرشح الخاسر مير حسين موسوي يقولان إن محاكمة الإصلاحيين باطلة وينبغي محاسبة المزوّرين (العربية) - رئيس الوزراء الإسرائيلي بنيامين نتنياهو يعلن استعداد بلاده للتفاوض مع الفلسطينيين وسوريا دون شروط مسبقة ويقول إنه سيذهب لأي مكان من أجل ذلك (العربية) - الحكم على نائب رئيس الوزراء العراقي الأسبق طارق عزيز بالسجن سبعة سنوات لدوره في التهجير القسري للأكراد (رويترز) - الشرطة الإسرائيلية توصي بتوجيه إتهامات بالتزوير إلى وزير الخارجية أفغدور ليبرمان (رويترز) - رئيس جورجيا ميخائيل ساكاشفيلي (في الصورة) يقول أن بلاده تعرف إنها لن تستطيع استرجاع أبخازيا وأوسيتيا الجنوبية بالقوة وذلك قبل خمسة أيام من الذكرى الأولى للحرب مع روسيا (الجزيرة) - الإعلان عن وفاة شفيق الحوت ممثل ومدير مكتب منظمة التحرير الفلسطينية الأسبق في لبنان (الجزيرة) |     |       |      |      |
| 2 أغسطس 2009 (الأحد) | عدل | تاريخ | راقب | تصفح |

| 2 أغسطس 2009 (الأحد) | عدل | تاريخ | راقب | تصفح |

| \| 3 أغسطس 2009 (الإثنين) \| عدل \| تاريخ \| راقب \| تصفح \| |     |       |      |      |
| - مرشد الثورة الإسلامية الإيرانية علي خامنئي يصادق على فوز الرئيس محمود أحمدي نجاد بالانتخابات الرئاسية التي جرت في 12 يونيو (بي بي سي) - أمين عام حلف الناتو الجديد أندرس فوغ راسموسن (في الصورة) يعلن أن الأولوية بالنسبة للحلف يجب أن تكون أفغانستان بما في ذلك التفاوض مع أعضاء معتدلين من حركة طالبان (بي بي سي) - حركة فتح تعلن أن مؤتمرها العام السادس سيعقد في موعده رغم منع حركة حماس كوادر من حركة فتح من مغادرة قطاع غزة (الجزيرة) |     |       |      |      |
| 3 أغسطس 2009 (الإثنين) | عدل | تاريخ | راقب | تصفح |

| 3 أغسطس 2009 (الإثنين) | عدل | تاريخ | راقب | تصفح |

| \| 4 أغسطس 2009 (الثلاثاء) \| عدل \| تاريخ \| راقب \| تصفح \| |     |       |      |      |
| - روسيا تكثف قواتها في أوسيتيا الجنوبية وتقول أنه من حقها استخدام القوة في إقليم إنفصالي خاضت فيه حرباً (رويترز) - الرئيس الأمريكي الأسبق بيل كلينتون يلتقي رئيس كوريا الشمالية في خطوة تهدف لإطلاق سراح صحفيتين أمريكيتين محتجزتين لدى بيونغ يانغ (بي بي سي) - الرجل الثاني في تنظيم القاعدة أيمن الظواهري (في الصورة) يكرر عرض الهدنة مع أمريكا ويصف إسرائيل بأنها جريمة يجب أن تزال ويتوعد فرنسا بأنها ستدفع ثمن جرائمها، وذلك في تسجل مرئي نسب إليه-(سي إن إن) - الرئيس الفلسطيني محمود عباس يؤكد في افتتاح المؤتمر العام لحركة فتح في بيت لحم على التمسك بالحوار الوطني وبالمفاوضات والسلام مع إسرائيل دون إسقاط الحق المشروع في المقاومة ويهاجم حركة حماس بشدة على خلفية منعها عناصر الحركة في قطاع غزة من السفر للمشاركة في المؤتمر (الجزيرة) - وزير الدفاع الإسرائيلي إيهود باراك يهدد الحكومة اللبنانية بأنها ستتحمل مسؤولية أي تدهور للموقف الأمني على الحدود الإسرائيلية مع لبنان (الجزيرة) - الولايات المتحدة وفرنسا وبريطانيا وألمانيا يعلنون عن إنهم لن يبعثوا برسائل تهنئة إلى الرئيس الإيراني محمود أحمدي نجاد بمناسبة تنصيبه رئيساً لولاية ثانية، والمرشح الخاسر مهدي كروبي يتعهد بمواصلة الضغط على محمود أحمدي نجاد ويقول إنه والمرشح الخاسر مير حسين موسوي لن يتعاملا مع حكومته (الجزيرة) - رئيس الحزب التقدمي الاشتراكي وليد جنبلاط يعلن أن موقعه السياسي الجديد لن يكون ضمن المعارضة بل إلى جانب رئيس الجمهورية ميشال سليمان (الجزيرة) |     |       |      |      |
| 4 أغسطس 2009 (الثلاثاء) | عدل | تاريخ | راقب | تصفح |

| 4 أغسطس 2009 (الثلاثاء) | عدل | تاريخ | راقب | تصفح |

| \| 5 أغسطس 2009 (الأربعاء) \| عدل \| تاريخ \| راقب \| تصفح \| |     |       |      |      |
| - الجنرال محمد ولد عبد العزيز يؤدي اليمين الدستورية رئيسًا لموريتانيا بعد عام على الانقلاب الذي قاده (العربية) - تنصيب محمود أحمدي نجاد (في الصورة) رسمياً رئيساً على إيران لفترة رئاسية ثانية ووزيرة الخارجية الأمريكية هيلاري كلينتون تقول إن بلادها تفضل المعارض الإصلاحي مير حسين موسوي على الرئيس نجاد (بي بي سي) - جدل واسع في مؤتمر حركة فتح حول مطالبة الأعضاء بمسائلة قيادة الحركة التي يقودها محمود عباس (بي بي سي) - إندلاع معركة بين أكثر من 100 جزائري وصيني في الجزائر العاصمة في موجة غضب غير مسبوقة تحتاج الجزائر ضد وجود المهاجرين الصينيين فيها (بي بي سي) - الملك عبد الله بن عبد العزيز آل سعود يدعو الفلسطينيين إلى التوحد وحل خلافاتهم التي اعتبرها أخطر على القضية الفلسطينية من العدو الإسرائيلي (الجزيرة) - منظمة الصحة العالمية تبقي على تقديراتها لاحتمالات إصابة نحو ملياري شخص بوباء إنفلونزا الخنازير (الجزيرة) - الإفراج عن الصحفيتين الأمريكيتين المحتجزتين في كوريا الشمالية والإدارة الأمريكية تشيد بجهود بيل كلينتون (رويترز) - إفتتاح مهرجان الإسكندرية السنمائي لدول البحر الأبيض المتوسط بحضور محافظ الإسكندرية وعدد قليل من نجوم السينما (رويترز) |     |       |      |      |
| 5 أغسطس 2009 (الأربعاء) | عدل | تاريخ | راقب | تصفح |

| 5 أغسطس 2009 (الأربعاء) | عدل | تاريخ | راقب | تصفح |

| \| 6 أغسطس 2009 (الخميس) \| عدل \| تاريخ \| راقب \| تصفح \| |     |       |      |      |
| - المؤتمر السادس لحركة فتح يصدر قرار بالإجماع يحمل فيه إسرائيل مسئولية اغتيال ياسر عرفات (في الصورة)، وإسرائيل ترفض القرار وتصفه بالسخيف (العربية) - وزيرة الخارجية الأمريكية هيلاري كلينتون تعرب خلال اجتماعها مع الرئيس الصومالي شيخ شريف شيخ أحمد في العاصمة الكينية نيروبي عن استمرار دعم بلادها لحكومته الانتقالية في صراعها مع الجماعات الإسلامية المتشددة (بي بي سي) - انفجار سيارة ملغومة قرب سوق مزدحم في كركوك شمال العراق يؤدي إلى مقتل 5 إصابة 30 شخص (رويترز) - الصين تدعو الحكومة الجزائرية إلى معاقبة المتسببين في الصدامات التي وقعت بين عمال صينيين وسكان ضاحية شرقي الجزائر (الجزيرة) |     |       |      |      |
| 6 أغسطس 2009 (الخميس) | عدل | تاريخ | راقب | تصفح |

| 6 أغسطس 2009 (الخميس) | عدل | تاريخ | راقب | تصفح |

| \| 7 أغسطس 2009 (الجمعة) \| عدل \| تاريخ \| راقب \| تصفح \| |     |       |      |      |
| - تفجيرات في الموصل وكربلاء تؤدي إلى سقوط 44 قتيل و115 جريح (العربية) - حركة طالبان باكستان تعلن مقتل زعيمها بيت الله محسود (العربية) - أنصار زعيم المعارضة الإيرانية مير حسين موسوي ينظمون مظاهرة جديدة في شوارع طهران احتجاجاً على تنصيب محمود أحمدي نجاد ويهتفون بشعار الموت للديكتاتور (بي بي سي) - مجلس النواب الأمريكي يتلقى مشروع قانون يطالب بالاعتراف بالقدس عاصمة لإسرائيل ونقل السفارة الأمريكية من تل أبيب إليها وإلغاء القانون الذي يعطي للرئيس سلطة في تأجيل نقل السفارة (الجزيرة) - روسيا وجورجيا تحييان الذكرى الأولى للحرب التي دارت بينهما من أجل السيطرة على أوسيتيا الجنوبية مع تبادل للاتهامات بينهما (الجزيرة) - قوات الشرطة الأندونيسية تشتبك مع متشددين إسلاميين في وسط جاوة (رويترز) |     |       |      |      |
| 7 أغسطس 2009 (الجمعة) | عدل | تاريخ | راقب | تصفح |

| 7 أغسطس 2009 (الجمعة) | عدل | تاريخ | راقب | تصفح |

| \| 8 أغسطس 2009 (السبت) \| عدل \| تاريخ \| راقب \| تصفح \| |     |       |      |      |
| - حركة فتح تنتخب محمود عباس (في الصورة) رئيساً لها بالتزكية (الجزيرة) - في الذكرى الأولى للحرب بينهما الرئيس الروسي دميتري ميدفيديف يؤكد أن اعتراف روسيا باستقلال إقليمي أوسيتيا الجنوبية وأبخازيا لا رجوع عنه وأن الحرب مع جورجيا العام الماضي أعادت رسم الخارطة السياسية للقوقاز إلى الأفضل، والرئيس الجورجي ميخائيل ساكاشفيلي يؤكد أن بلاده ستعمل على توحيد أراضيها بطرق سلمية (الجزيرة) - إيران تبدأ بمحاكمة أستاذه جامعية فرنسية وموظفين في السفارة البريطانية والفرنسية بتهمة المشاركة في التظاهرات التي تلت الانتخابات الرئاسية وسط انتقادات أوروبية للمحاكمة (بي بي سي) - تفجير انتحاري بالقرب من السفارة الفرنسية في نواكشوط يؤدي لمقتل منفذه إصابة شخصين يعملان بالسفارة بصدمة (بي بي سي) |     |       |      |      |
| 8 أغسطس 2009 (السبت) | عدل | تاريخ | راقب | تصفح |

| 8 أغسطس 2009 (السبت) | عدل | تاريخ | راقب | تصفح |

| \| 9 أغسطس 2009 (الأحد) \| عدل \| تاريخ \| راقب \| تصفح \| |     |       |      |      |
| - إسرائيل تعلن إنها ستحمل حزب الله ولبنان نفسه المسؤولية عن أي محاولة لاغتيال إسرائيليين في الخارج وإنها ستنتقم لذلك (رويترز) - وزير خارجية العراق هوشيار زيباري (في الصورة) يقول أن إيران أكدت احتجاز ثلاثة أمريكيين بعد عبورهم إلى أراضيها قادمين من كردستان العراق (رويترز) - حركة طالبان باكستان تنفي وجود خلاف بين اثنين من أعضائها أدى إلى تشابك دموي بينهما على مسألة خلافه زعيمها المقتول بيت الله محسود (الجزيرة) - انفجار قنبلة بمطعم بجزيرة مايوركا الإسبانية (بي بي سي) |     |       |      |      |
| 9 أغسطس 2009 (الأحد) | عدل | تاريخ | راقب | تصفح |

| 9 أغسطس 2009 (الأحد) | عدل | تاريخ | راقب | تصفح |

| \| 10 أغسطس 2009 (الإثنين) \| عدل \| تاريخ \| راقب \| تصفح \| |     |       |      |      |
| - 12 تفجير انتحاري في بغداد والموصل يؤديان إلى سقوط 379 شخص ما بين قتيل وجريح (العربية) - القيادي في حركة حماس محمود الزهار يقول أن حركته قد لا تمانع حضور مؤتمر للسلام إذا كان يضمن تحقيق الحد الأدنى من الحقوق الفلسطينية (بي بي سي) - الرئيس الصومالي شيخ شريف شيخ أحمد (في الصورة) يدعو الفصائل المعارضة لإلقاء السلاح والإنضمام إلى عملية المصالحة أو الانتظار حتى انتهاء فترة حكومته ليتنافسوا في الانتخابات التي ستجرى بعد عامين (بي بي سي) |     |       |      |      |
| 10 أغسطس 2009 (الإثنين) | عدل | تاريخ | راقب | تصفح |

| 10 أغسطس 2009 (الإثنين) | عدل | تاريخ | راقب | تصفح |

| \| 11 أغسطس 2009 (الثلاثاء) \| عدل \| تاريخ \| راقب \| تصفح \| |     |       |      |      |
| - الكويت تعلن إلقاء القبض على ستة أعضاء في خلية إرهابية مكونه من سته أشخاص ذات صلة بتنظيم القاعدة كانوا يخططون للهجوم على قاعدة عسكرية أمريكية على أراضي الكويت وعلى مبنى أمن الدولة وأماكن حساسة أخرى (بي بي سي) - الحركة الشعبية لتحرير السودان تهدد بإعلان الانفصال من جانب واحد إذا لم يجر استفتاء عادل حول مستقبل الجنوب (بي بي سي) |     |       |      |      |
| 11 أغسطس 2009 (الثلاثاء) | عدل | تاريخ | راقب | تصفح |

| 11 أغسطس 2009 (الثلاثاء) | عدل | تاريخ | راقب | تصفح |

| \| 12 أغسطس 2009 (الأربعاء) \| عدل \| تاريخ \| راقب \| تصفح \| |     |       |      |      |
| - الجيش اليمني يواصل العملية العسكرية التي بدأ بها ضد المتمردين الحوثيين في صعدة بمشاركة سلاح الجو (بي بي سي) - رئيس مجلس النواب الإيراني علي لاريجاني (في الصورة) يعلن أن الاتهامات التي أطلقها البعض عن تعرضهم للاغتصاب خلال اعتقالهم بعد التظاهرات التي تلت الانتخابات لا أساس لها من الصحة (بي بي سي) |     |       |      |      |
| 12 أغسطس 2009 (الأربعاء) | عدل | تاريخ | راقب | تصفح |

| 12 أغسطس 2009 (الأربعاء) | عدل | تاريخ | راقب | تصفح |

| \| 13 أغسطس 2009 (الخميس) \| عدل \| تاريخ \| راقب \| تصفح \| |     |       |      |      |
| - رئيس السلطة الوطنية الفلسطينية محمود عباس يرفض توطين اللاجئين الفلسطينيين ويشدد على أن القدس يجب أن تكون عاصمة لدولة فلسطين (بي بي سي) - اليمن يعلن عن سته شروط لوقف إطلاق النار مع المتمردين الحوثيين بعد أيام من شن الجيش اليمني هجوم عليهم والمتمردون يرفضون عرض الهدنه (رويترز) |     |       |      |      |
| 13 أغسطس 2009 (الخميس) | عدل | تاريخ | راقب | تصفح |

| 13 أغسطس 2009 (الخميس) | عدل | تاريخ | راقب | تصفح |

| \| 14 أغسطس 2009 (الجمعة) \| عدل \| تاريخ \| راقب \| تصفح \| |     |       |      |      |
| - أمين عام حزب الله حسن نصر الله يؤكد مجدداً أن الحزب سيضرب تل أبيب إذا قصفت إسرائيل الضاحية الجنوبية لبيروت (بي بي سي) - مقتل 13 شخص على الأقل بينهم قيادي بارز في الجناح المسلح لحركة حماس وإصابة نحو ستين آخرين بينهم سيدة بجراح خطرة في اشتباكات بين قوات الأمن التابعة لحكومة حماس المقالة في قطاع غزة ومسلحين ينتمون لجند أنصار الله وقائدهم أبا النور المقدسي في مدينة رفح جنوبي القطاع (بي بي سي) - السلطات اليمنية تشدد الحصار على محافظة صعدة بقطعها خدمة الإتصال بالهواتف النقالة عن جميع مناطاق المحافظة وذلك بعد معارك أوقعت خمسة جنود حكوميين ونحو 16 مسلح من جماعة الحوثي، وقد تسبب القتال بنزوح نحو 17 ألف أسرة من ديارها (الجزيرة) - الرئيس الروسي ديمتري ميدفيديف (في الصورة) يستبعد قيام علاقات طبيعية مع أوكرانيا في ظل قيادتها الحالية التي يتهمها بتزويد جورجيا بالأسلحة (الجزيرة) |     |       |      |      |
| 14 أغسطس 2009 (الجمعة) | عدل | تاريخ | راقب | تصفح |

| 14 أغسطس 2009 (الجمعة) | عدل | تاريخ | راقب | تصفح |

| \| 15 أغسطس 2009 (السبت) \| عدل \| تاريخ \| راقب \| تصفح \| |     |       |      |      |
| - سقوط 7 قتلى بتفجير سيارة مفخخة خارج مقر حلف شمال الأطلسي - الناتو في العاصمة الأفغانية كابول (بي بي سي) - وزارة الدفاع اليمنية تنفي اتهام الحوثيين لها بقصف مخيمات النازحين واستخدام القنابل الفوسفورية (بي بي سي) |     |       |      |      |
| 15 أغسطس 2009 (السبت) | عدل | تاريخ | راقب | تصفح |

| 15 أغسطس 2009 (السبت) | عدل | تاريخ | راقب | تصفح |

| \| 16 أغسطس 2009 (الأحد) \| عدل \| تاريخ \| راقب \| تصفح \| |     |       |      |      |
| - بدأ محاكمة عدد من قياديي وأنصار التيار الإصلاحي في إيران بتهمة إثارة الشغب خلال الاحتجاجات التي أعقبت فوز محمود أحمدي نجاد في الانتخابات الرئاسية (الجزيرة) - زعيم الحزب الإسلامي الأفغاني قلب الدين حكمتيار يقول إن على الولايات المتحدة أن تعي إنها لن تتمكن من الانتصار في حربها في أفغانستان عبر زيادة قواتها وإنه لا يوجد أمامها سوى الإذعان لمطالب المقاومة (الجزيرة) - مكتب الرئيس الفرنسي نيكولا ساركوزي يعلن إفراج إيران عن المدرسة الفرنسية المحتجزة بتهمة التجسس (رويترز) - الرئيس الإيراني محمود أحمدي نجاد يعلن أن حكومته المقبلة ستتضمن ثلاث نساء بمنصب وزيرات ويعلن أسماء بعض وزرائه القادمين (رويترز) - وزارة الداخلية الكويتية تعلن عن مقتل 41 شخص بعد نشوب حريق في خيمة مخصصة للنساء والأطفال كانوا يحتفلون بأحد الأعراس في منطقة العيون في الجهراء (بي بي سي) - زلزال غرب جزيرة سومطرة في إندونيسيا ينشر الرعب بين السكان، دون الإبلاغ عن أي خسائر بشرية (الجزيرة) - مصر تشكل لجنة خاصة لدراسة تاريخ بناء هرم خوفو أكبر أهرامات الجيزة (الجزيرة) |     |       |      |      |
| 16 أغسطس 2009 (الأحد) | عدل | تاريخ | راقب | تصفح |

| 16 أغسطس 2009 (الأحد) | عدل | تاريخ | راقب | تصفح |

| \| 17 أغسطس 2009 (الإثنين) \| عدل \| تاريخ \| راقب \| تصفح \| |     |       |      |      |
| - الحكومة العراقية توافق على مشروع قانون للاستفتاء على الاتفاقية الأمنية التي وقعت العام الماضي بين الولايات المتحدة والعراق (رويترز) - الأونروا تطلق نداء استغاثة عاجل من غزة للحصول على تبرعات جديدة تقدر بـ181 مليون دولار لتمويل عملياتها في القطاع (بي بي سي) - الرئيس المصري محمد حسني مبارك (في الصورة) يلتقي وزيرة الخارجية الأمريكية هيلاري كلينتون ضمن زيارته إلى الولايات المتحدة ويبحث معها تطورات عملية السلام (بي بي سي) - وزارة الدفاع اليمنية تعلن عن وقوع خسائر فادحة في صفوف الحوثيين، والحوثيين يقولون إن المعارك الحقيقية لم تبدأ بعد (العربية) - طليقة العريس تقر بإحراق خيمة العرس في الجهراء بالكويت انتقامًا من زوجها وتقول لمدير المباحث الجنائية إنها لم تتوقع سقوط هذا العدد الكبير من الضحايا والذي استقر عند 44 قتيل (العربية) |     |       |      |      |
| 17 أغسطس 2009 (الإثنين) | عدل | تاريخ | راقب | تصفح |

| 17 أغسطس 2009 (الإثنين) | عدل | تاريخ | راقب | تصفح |

| \| 18 أغسطس 2009 (الثلاثاء) \| عدل \| تاريخ \| راقب \| تصفح \| |     |       |      |      |
| - الرئيس الأمريكي باراك أوباما يقول إنه يرى علامات مشجعة على تخفيف إسرائيل معارضتها لدعوته إلى تجميد البناء الاستيطاني في الضفة الغربية. (رويترز) - متشددون إسلاميون في قطاع غزة يعلنون إنهم سيقاومون حملة الاعتقالات من جانب قوات حركة حماس التي سحقت مجموعة جند أنصار الله المتحالفة مع تنظيم القاعدة في الأسبوع الماضي. (رويترز) - الرئيس السوري بشار الأسد يؤكد خلال لقائه برئيس الوزراء العراقي نوري المالكي على دعم سوريا لكل ما من شأنه تعزيز أمن العراق واستقراره. (بي بي سي) - مسؤولون باكستانيون يعلون أن الجيش الباكستاني ألقى القبض على الناطق باسم حركة طالبان باكستان. (بي بي سي) - الإعلان عن وفاة رئيس كوريا الجنوبية الأسبق كيم داي جونج (في الصورة) الحاصل على جائزة نوبل للسلام عام 2000. (بي بي سي) |     |       |      |      |
| 18 أغسطس 2009 (الثلاثاء) | عدل | تاريخ | راقب | تصفح |

| 18 أغسطس 2009 (الثلاثاء) | عدل | تاريخ | راقب | تصفح |

| \| 19 أغسطس 2009 (الأربعاء) \| عدل \| تاريخ \| راقب \| تصفح \| |     |       |      |      |
| - وزارة الداخلية السعودية تعلن إلقاء القبض على 44 عنصر من تنظيم القاعدة وتعلن إنهم تلقوا أموال من الخارج كما ثبت قيامهم بتطوير تقنية للتفجير عن بعد تتيح تنفيذ هجمات عبر الحدود (العربية) - وقوع ستة هجمات متفرقة بالعراق تؤدي إلى سقوط 95 قتيل و563 جريح (بي بي سي) - حركة حماس تطلق سراح سجناء من حركة فتح بمناسبة شهر رمضان وقبل الجولة الجديدة من المباحثات بينهما (رويترز) - مسؤولون إسرائليون لصحيفة هآرتز يتهمون الوكالة الدولية للطاقة الذرية بإخفاء أدلة حول البرنامج النووي الإيراني (الجزيرة) - منتخب ألمانيا يفوز بكأس العالم لكرة اليد للشباب بعد فوزه في النهائي على الدانمارك والمنتخب المصري (في الصورة) يكتفي بالمركز الرابع بعد خسارته في مباراة تحديد المركزين الثالث والرابع أمام سلوفينيا-(سي إن إن) |     |       |      |      |
| 19 أغسطس 2009 (الأربعاء) | عدل | تاريخ | راقب | تصفح |

| 19 أغسطس 2009 (الأربعاء) | عدل | تاريخ | راقب | تصفح |

| \| 20 أغسطس 2009 (الخميس) \| عدل \| تاريخ \| راقب \| تصفح \| |     |       |      |      |
| - شهر رمضان يبدأ السبت 22 أغسطس في مصر والسعودية والإمارات والكويت وسوريا واليمن ولبنان والعراق والأردن وفلسطين ومعظم الدول العربية. (العربية) - 5 انفجارت تضرب بابل في العراق وتسقط 30 قتيل و400 جريح بالتزامن مع قيام السلطات العراقية بفرض إجراءات أمنية مشددة بعد الهجمات الدامية التي وقعت باليوم الماضي. (العربية) - اسكتلندا تعلن الإفراج عن عبد الباسط المقرحي المدان في قضية لوكربي لأسباب إنسانية، والرئيس أمريكي باراك أوباما (في الصورة) يصف الإفراج عنه بالخطأ. (بي بي سي) - إقفال أبواب مراكز الانتخابات الرئاسية في أفغانستان بعد تمديد فترة التصويت لساعة أخرى في ثاني انتخابات رئاسية تشهدها البلاد منذ سقوط نظام طالبان، ووسائل الإعلام الأفغانية تعتبرها انتخابات ناجحه على الرغم من الهجمات التي نفذتها حركة طالبان لإعاقة إقامتها. (بي بي سي) |     |       |      |      |
| 20 أغسطس 2009 (الخميس) | عدل | تاريخ | راقب | تصفح |

| 20 أغسطس 2009 (الخميس) | عدل | تاريخ | راقب | تصفح |

| \| 21 أغسطس 2009 (الجمعة) \| عدل \| تاريخ \| راقب \| تصفح \| |     |       |      |      |
| - رئيس الولايات المتحدة باراك أوباما يوجه كلمة للعالم الإسلامي بمناسبة حلول شهر رمضان تعهد فيها بالقيام بخطوات ملموسة لتعزيز العلاقة مع المسلمين. (بي بي سي) - المسلحون الحوثيون يدعون الرئيس اليمني علي عبد الله صالح (في الصورة) إلى وقف الحرب إحتراماً لشهر رمضان فيما يواصل الجيش عملياته بتقدم واضح. (بي بي سي) - الولايات المتحدة وبريطانيا تدينان طريقة استقبال عبد الباسط المقرحي المدان الوحيد في قضية لوكربي والذي عاد إلى ليبيا بعد أن أفرجت عنه اسكتلندا الخميس لأسباب إنسانية. (الجزيرة) - حركة حماس تعلن إنها لن تقبل تنظيم الانتخابات البرلمانية والرئاسية قبل اتفاق مصالحة مع حركة فتح. (الجزيرة) |     |       |      |      |
| 21 أغسطس 2009 (الجمعة) | عدل | تاريخ | راقب | تصفح |

| 21 أغسطس 2009 (الجمعة) | عدل | تاريخ | راقب | تصفح |

| \| 22 أغسطس 2009 (السبت) \| عدل \| تاريخ \| راقب \| تصفح \| |     |       |      |      |
| - رئيس وزراء العراق نوري المالكي (في الصورة) يعلن اعتقال المجموعة المتورطة في التفجيرات التي دمرت مبنى وزارة الخارجية ويقول إن قوات الأمن العراقية ستحقق النصر على المسلحين. (الجزيرة) - الأمم المتحدة تعلن أن ما يقرب من 100 ألف من النازحين شردوا من بيوتهم بسبب القتال الدائر حاليا بين الجيش اليمني والمتمردين الحوثيين في منطقة صعدة شمال اليمن والكثير منهم من الأطفال والنساء. (بي بي سي) - مراقبون أوروبيين شاركوا في مراقبة الانتخابات الرئاسية الأفغانية يقولون إن مخالفات شابت العملية الانتخابية ويعلنون إنهم عثروا على دلائل ومؤشرات تفيد بحدوث تلاعب وترويع وترهيب مباشر لم يكن مصدره حركة طالبان وحدها. (بي بي سي) |     |       |      |      |
| 22 أغسطس 2009 (السبت) | عدل | تاريخ | راقب | تصفح |

| 22 أغسطس 2009 (السبت) | عدل | تاريخ | راقب | تصفح |

| \| 23 أغسطس 2009 (الأحد) \| عدل \| تاريخ \| راقب \| تصفح \| |     |       |      |      |
| - مؤسسة الأقصى للوقف والتراث تعلن عن قيام جماعات دينية يهودية باقتحام المسجد الأقصى من جهة باب المغاربة وقامت بجولة في أنحاء المسجد ترافقت بتأدية طقوس تلمودية يهودية. (الجزيرة) - مصر تعلن تأجيل الجولة الأخيرة من الحوار الوطني الفلسطيني التي كان من المقرر عقدها في 25 أغسطس وذلك إلى ما بعد عيد الفطر وذلك لاستمرار جولات المصالحة لإنهاء كافة الخلافات المتبقية بين مختلف الفصائل الفلسطينية قبل الإعلان عن نهاية الإنقسام بالجولة الأخيرة. (العربية) - الجيش اليمني يعلن مقتل إثنين من قادة المتمردين الحوثيين من بين مئة متمرد لقي حتفه بعد قتل عنيف. (رويترز) |     |       |      |      |
| 23 أغسطس 2009 (الأحد) | عدل | تاريخ | راقب | تصفح |

| 23 أغسطس 2009 (الأحد) | عدل | تاريخ | راقب | تصفح |

| \| 24 أغسطس 2009 (الإثنين) \| عدل \| تاريخ \| راقب \| تصفح \| |     |       |      |      |
| - الإعلان عن تشكيل ائتلاف سياسي جديد يحمل اسم الائتلاف الوطني العراقي والذي يمثل إعادة صياغة لتشكيل الائتلاف العراقي الموحد بغياب حزب الدعوة الذي يرأسه رئيس الوزراء نوري المالكي. (بي بي سي) - الشرطة الباكستانية تعلن عن إحباط مؤامرة إرهابية واعتقال سبعة انتحاريين في إقليم البنجاب حيث توجد منشآت تخزين صواريخ نووية. (الجزيرة) |     |       |      |      |
| 24 أغسطس 2009 (الإثنين) | عدل | تاريخ | راقب | تصفح |

| 24 أغسطس 2009 (الإثنين) | عدل | تاريخ | راقب | تصفح |

| \| 25 أغسطس 2009 (الثلاثاء) \| عدل \| تاريخ \| راقب \| تصفح \| |     |       |      |      |
| - العراق يستدعي سفيرة من دمشق ويطالبها بتسليم إثنين من قادة حزب البعث العراقي المنحل بسبب اتهامهما بالوقوف خلف التفجيرات التي حدثت في 19 أغسطس، وسوريا ترد بالمثل وتسحب سفيرها من بغداد. (العربية) - رئيس الحكومة الفلسطينية في الضفة الغربية سلام فياض يعلن عن خطة عمل حكومية تهيئ الواقع الفلسطيني لإنهاء الاحتلال وتحويل حلم الدولة الفلسطينية إلى واقع على الأرض خلال عامين. (العربية) - النتائج الأولية لانتخابات الرئاسة الأفغانية تظهر تقدم طفيف للرئيس الأفغاني المنتهية ولايته حامد كرزاي (في الصورة) على خصمه وزير الخارجية السابق عبد الله عبد الله. (الجزيرة) |     |       |      |      |
| 25 أغسطس 2009 (الثلاثاء) | عدل | تاريخ | راقب | تصفح |

| 25 أغسطس 2009 (الثلاثاء) | عدل | تاريخ | راقب | تصفح |

| \| 26 أغسطس 2009 (الأربعاء) \| عدل \| تاريخ \| راقب \| تصفح \| |     |       |      |      |
| - مسؤول أمني صومالي يؤكد فرار مستشار أمني فرنسي من مختطفيه المسلحين الإسلاميين. (بي بي سي) - رئيس وزراء إسرائيل بنيامين نتنياهو يعقد مباحثات مع المبعوث الأمريكي إلى الشرق الأوسط جورج ميتشل في لندن ويقول أنه يسعى إلى التوصل لصيغة مقبولة تسمح باستئناف عملية السلام وتتيح للمستوطنين فرصة مواصلة العيش بشكل طبيعي. (بي بي سي) - وفاة رئيس المجلس الأعلى الإسلامي العراقي عبد العزيز الحكيم (في الصورة) في إحدى مستشفيات العاصمة الإيرانية طهران. (بي بي سي) - وفاة السيناتور الأمريكي إدوارد كنيدي. (بي بي سي) |     |       |      |      |
| 26 أغسطس 2009 (الأربعاء) | عدل | تاريخ | راقب | تصفح |

| 26 أغسطس 2009 (الأربعاء) | عدل | تاريخ | راقب | تصفح |

| \| 27 أغسطس 2009 (الخميس) \| عدل \| تاريخ \| راقب \| تصفح \| |     |       |      |      |
| - المستشارة الألمانية أنغيلا ميركل (في الصورة) تقول إن تحقيق تقدم في تجميد بناء المستوطنات الإسرائيلية يكتسب أهمية كبرى لاستئناف محادثات السلام في الشرق الأوسط. (بي بي سي) - نجاة نائب وزير الداخلية السعودي الأمير محمد بن نايف من محاولة اغتيال عندما فجر شخص مطلوب نفسه عندما دخل إلى مكتبه في جدة لتسليم نفسه كما قال، وتنظيم القاعدة في جزيرة العرب يتبنى مسئولية الهجوم. (العربية) - العراق يشترط تسليم سوريا مشتبهين بتفجيرات بغداد لتطبيع العلاقات بينهما. (العربية) - مجلس الأمن الدولي يجدد التفويض لقوة حفظ السلام في جنوب لبنان لمدة عام آخر ويدعو أطراف النزاع في المنطقة إلى الالتزام بوقف إطلاق النار. (الجزيرة) |     |       |      |      |
| 27 أغسطس 2009 (الخميس) | عدل | تاريخ | راقب | تصفح |

| 27 أغسطس 2009 (الخميس) | عدل | تاريخ | راقب | تصفح |

| \| 28 أغسطس 2009 (الجمعة) \| عدل \| تاريخ \| راقب \| تصفح \| |     |       |      |      |
| - الإمارات توقف سفينة تحمل شحنة من الأسلحة مصنوعة في كوريا الشمالية متوجهة إلى إيران في خرق للعقوبات الدولية المفروضة عليها. (بي بي سي) - الرئيس الإيراني محمود أحمدي نجاد يطالب بمحاكمة قيادة المعارضة لمسئوليتهم عن الاحتجاجات التي تلت الانتخابات الرئاسية. (الجزيرة) - تشييع رسمي لجثمان رئيس المجلس الأعلى الإسلامي العراقي عبد العزيز الحكيم بحضور رئيس الجمهورية جلال طالباني ونائبه طارق الهاشمي ورئيس الوزراء نوري المالكي. (رويترز) |     |       |      |      |
| 28 أغسطس 2009 (الجمعة) | عدل | تاريخ | راقب | تصفح |

| 28 أغسطس 2009 (الجمعة) | عدل | تاريخ | راقب | تصفح |

| \| 29 أغسطس 2009 (السبت) \| عدل \| تاريخ \| راقب \| تصفح \| |     |       |      |      |
| - النتائج الجزئية للانتخابات الأفغانية تشير إن الرئيس المنتهية ولايته حامد كرزاي عزز تقدمه في الانتخابات التي جرت الاسبوع الماضي لكنه لم يصل حتى الآن إلى نسبة الخمسين في المئة المطلوبة لتجنب خوض جولة إعادة. (رويترز) - إيران تقول إن تقرير الوكالة الدولية للطاقة الذرية يؤكد أن نشاطها النووي سلمي وإنها تتعهد بمقاومة الضغوط السياسية لتغييره. (رويترز) |     |       |      |      |
| 29 أغسطس 2009 (السبت) | عدل | تاريخ | راقب | تصفح |

| 29 أغسطس 2009 (السبت) | عدل | تاريخ | راقب | تصفح |

| \| 30 أغسطس 2009 (الأحد) \| عدل \| تاريخ \| راقب \| تصفح \| |     |       |      |      |
| - وزير الداخلية السعودي الأمير نايف بن عبد العزيز يقول إن محاولة اغتيال الأمير محمد بن نايف لن تغير من الأسلوب الذي تتبعه الدولة في معالجة المتشددين التائبين وأن الباب للتائبين سيبقى مفتوح لأن يعودوا ويقولوا ما لديهم للمسؤولين. (رويترز) - فوز الحزب الديمقراطي الياباني المعارض بقياة يوكيو هاتوياما (في الصورة) بالانتخابات العامة ويطيح بسيطرة الحزب الليبرالي الديمقراطي الذي يحكم اليابان منذ 50 عام. (بي بي سي) - إنفجار ضخم بمركز أمني بوادي سوات يؤدي إلى مقتل 14 شخص من مجندي الشرطة الباكستانية وجرح آخرون. (بي بي سي) - المدعي العام الإسرائيلي يوجه ثلاث اتهامات بالفساد والكسب غير المشروع إلى رئيس الوزراء الإسرائيلي السابق إيهود أولمرت. (بي بي سي) |     |       |      |      |
| 30 أغسطس 2009 (الأحد) | عدل | تاريخ | راقب | تصفح |

| 30 أغسطس 2009 (الأحد) | عدل | تاريخ | راقب | تصفح |

| \| 31 أغسطس 2009 (الإثنين) \| عدل \| تاريخ \| راقب \| تصفح \| |     |       |      |      |
| - الرئيس السوري بشار الأسد (في الصورة) ينفي الاتهامات العراقية الموجهة لبلاده بتدريب مسلحين لتنفيذ هجمات في العراق ويصفها بأنها غير أخلاقية. (بي بي سي) - رئيس الوزراء اللبناني المكلف سعد الدين الحريري يقول أنه بدأ حوار جدي مع زعيم المعارضة ميشال عون بشأن تشكيل الحكومة وذلك بعد لقائه معه في القصر الجمهوري بحضور الرئيس ميشال سليمان. (رويترز) - مساعد رئيس السلطة الوطنية الفلسطينية نبيل شعث يقول إن الرئيس محمود عباس سيرفض أي دعوة من الولايات المتحدة لاستئناف محادثات السلام مع إسرائيل ما لم تقنعها واشنطن بتجميد جميع الأنشطة الاستيطانية. (رويترز) |     |       |      |      |
| 31 أغسطس 2009 (الإثنين) | عدل | تاريخ | راقب | تصفح |

| 31 أغسطس 2009 (الإثنين) | عدل | تاريخ | راقب | تصفح |